# Prognóza
Prognóza (z řec. „pro“ = před a „gnosis“ = poznání) je systematicky odvozená výpověď o budoucím stavu objektivní reality. Oproti prosté předpovědi nebo tvrzení se opírá o vědecké poznatky.
Z lékařského hlediska je prognóza „předpověď průběhu a zakončení nemoci. Vychází z typu a pokročilosti onemocnění, z věku a celkového stavu nemocného včetně přítomnosti ostatních nemocí i z existence léků a možností jejich použití“.

## Vlastnosti prognóz
Aby mohla být výpověď o budoucnosti považována za prognózu, musí:
- vzniknout jako výsledek organizované činnosti
- obsahovat charakteristiku své spolehlivosti
- musí se vztahovat k určitému prognózovanému období
- musí vyjadřovat alternativnost možných budoucích stavů
- musí obsahovat podmínky, za kterých se má uskutečnit

Podle těchto podmínek je následně možné prognózu verifikovat.

## Dělení prognóz

### Dělení podle míry subjektivity

#### Subjektivní metody
1. Metoda srovnávací (analogických úsudků) – spočívá v nalezení analogie ve vývoji systémů obdobných jak z hlediska obsahové struktury, tak časových a místních podmínek. V ekonomických prognózách se používá zejména historické analogie, která při dodržení podmínky odpovídající srovnatelnosti může poskytnout v krátké době a s nízkými náklady na jednotku informace požadované prognostické poznatky.
2. Analýza dokumentů – vztahuje se jak k textovým, tak k elementárním statistickým podkladům, které poskytují informace o objektu prognózy. Pokud jsou informace úplné, metoda umožňuje získat komplexní přehled o daném problému. Plnému využití této metody brání mnohdy značná nesourodost podkladových materiálů s vysokými nároky na stanovení skutečných vývojových tendencí.
3. Normativní metoda – využívá se u prognóz sestavených pro hlavní výrobky. Na základě příslušných normativů se odvozuje prognóza pro výrobky, které jsou v závislosti na hlavním výrobku – buď jako výrobky sdružené, nebo které tvoří doplněk, příslušenství nebo náhradní díl výrobku hlavního. Přesnost takto odvozených prognóz zcela závisí na kvalitě působení prognózy. Normativní metoda je obdobou analogické metody.
4. Metoda dotazování – její podstatou je zjištění názoru odborníků na vývoj předmětu prognózy. Dotazy jsou kladeny ústní nebo písemnou formou. Předností písemných dotazů je menší časová náročnost na shromáždění příslušných informací a stejný systém kladení otázek, který není při ústním dotazování zcela zaručen.
  - Delfská metoda – podrobně popisuje způsob organizace a zpracování dotazování. Jedná se o etapové zjištění názoru odborníků, při němž se dotazy formulují nejdříve obecně, pak se postupně zpřesňují a konkretizují směrem od obecného ke zvláštnímu. Dotazy jsou formulovány tak, aby bylo možné statistické zpracování ve formě zjištění mediánů a kvartilů, zmenšení kvartilových intervalů a korelace mezi hodnotami časových horizontů objevu při dvou pravděpodobnostech 0,5 a 0,9, mezi nimiž se předpokládá psychologická souvislost. Předností metody je dosažení konkrétního závěru ještě v etapě dotazování.
  - Brainstorming – burza nápadů, při němž jsou dotazy kladeny ústní formou kolektivu odborníků různých profesí, případně neodborníků, mezi nimiž nejsou žádné zábrany pro vyjádření jakýchkoliv námětů a idejí. Nenucená a otevřená forma diskuse je podmínkou úspěchu této metody. Na rozdíl od delfské metody diskuse nemusí vyústit v konkrétní závěr. Zhodnocení utříděných námětů vzešlých z diskuse, která se zaznamenává, představuje závěrečnou etapu brainstormingové metody.

#### Objektivní metody
Objektivní metody používané v prognostické činnosti vycházejí z poznatků statistiky a aplikované matematiky, nebo jsou jejich kombinací. Ze statistických metod se jedná zejména o zkoumání založené na analýze trendových funkcí, modelů časových řad a regresních modelů.
1. Analýza trendových funkcí – lze ji rozdělit do dvou navazujících etap. První etapou je stanovení trendové funkce. V ekonomických prognózách se jedná zpravidla o neperiodické časové řady s náhodným kolísáním. K jejich vyrovnání se používá řady funkcí, z nichž největšího rozšíření doznaly funkce lineární, mocninná (dvojlogaritmická), semilogaritmická, exponenciální, kvadratická, hyperbolická a logistická (tzv. S-funkce).
  - Lineární trendová funkce lze pro její jednoduchost využít pro vyjádření vývoje prognózovaných veličin, jestliže absolutní přírůstky meziročních změn dané proměnné jsou přibližně konstantní a jestliže jsou předpoklady pro obdobný vývoj i vně intervalu napozorovaných hodnot.
  - Mocninná funkce umožňuje vyjádřit nelineární průběh vývoje prognózovaného jevu, a to jak progresivně, tak degresivně rostoucí anebo klesající. Relativní přírůstky jsou konstantní.
  - Semilogaritmická funkce se používá zejména v těch případech, kdy rychlý pokles nebo růst příslušné proměnné je následován poklesem nebo růstem pozvolným, který v budoucnu bude znamenat spíše stagnaci.
  - Exponenciála je vhodnou trendovou funkcí v těch případech, kdy absolutní přírůstky rostou a vývoj probíhá geometrickou řadou. Poněvadž se hodnota prognózované proměnné s délkou prognostického horizontu výrazně mění, případná extrapolace pro toto období musí být doložena podrobným věcným rozborem. Z těchto důvodů se používá zejména ke krátkodobým nebo střednědobým prognózám.
  - Kvadratická trendová funkce se s odpovídajícími výsledky používá pro vyjádření základní změny ve vývoji, kdy se pozitivní přírůstky mění v negativní a naopak. Pokud tato změna nenastane, i když v intervalu napozorovaných hodnot může být kvadratická funkce vhodná, případně extrapolace vede k nesprávným nebo ekonomicky bezobsažným výsledkům.
  - Hyperbolická trendová funkce se při prognózách uplatňuje tehdy, jestliže se průběh časové řady zezdola nebo seshora asymptoticky blíží k určité konstantní hodnotě. V ekonomických prognózách se zpravidla jedná o hodnotu, která udává v závislosti na předmětu prognózy hladinu saturace příslušným výrobkem, nebo hladinu minimální potřeby daného výrobku, případně výrobního faktoru. V dlouhém časovém horizontu informační hodnota tohoto ukazatele klesá. Je to v důsledku rozporu mezi rostoucí mírou neurčitosti dostatečně časově vzdálených ekonomických procesů a extrapolovanou hodnotou, která nabývá ve stále větší míře charakter konstanty. S rostoucí nejistotou podmínek se extrapolovaná hodnota z hyperbolického trendu stává jedinou jistotou. Věcně lépe interpretovatelné výsledky poskytuje hyperbolický trend pro krátkodobé a střednědobé prognózy.
2. Regresní analýza – pro její aplikaci při konstrukci vícefaktorových modelů platí obdobné zásady, v nichž je vliv časové proměnné na závisle proměnnou rozložen mezi příčinné faktory. Volba těchto faktorů odráží stupeň poznání hospodářských jevů. Na druhé straně jsou regresní modely cenným nástrojem pro jejich zkoumání. 
Značného rozšíření doznaly zejména makroekonomické produkční funkce, které vyjadřují závislost produkce na výrobních faktorech. V podstatě se jedná o kvantifikovaný vztah transformace výrobních činitelů v produkty. Dokonce i v případě jednorovnicových modelů produkční funkce jsou považovány za jeden z nejdůležitějších ekonometrických nástrojů.
Produkční funkce nejsou cenným prognostickým nástrojem pouze z hlediska možnosti zjištění budoucího stavu, ale umožňují vyčíslení řady charakteristik pro zkoumání dynamiky změn v produkčním procesu. Nejčastěji se v prognostických úvahách uplatňuje produkční pružnost a zkoumání substituce výrobních faktorů.
Odvození produkční funkce a její rozbor ještě ale nepředstavuje prognózu. Produkční funkce sama o sobě je pouze predikčním nástrojem, pomocí něhož lze stanovit, jak se bude měnit produkce, kdyby se faktory změnily. Prognostickým modelem se stává až tehdy, když je na jejím základě sestavena prognóza vývoje produkce k danému časovému horizontu.
3. Strukturální analýza – vychází z klasického Leontěvova modelu (Input-output analysis of the Economy of USA). Umožňuje vyčíslit výslednou spotřebu při požadované hrubé produkci, úroveň hrubé produkce při požadované spotřebě, nebo řešení smíšeného úkolu. Kromě těchto základních propočtů lze vyjádřit vliv ekonomických nástrojů řízení, včetně cenových, na reprodukční proces a jeho výsledky. Strukturální analýza patří k metodám, které v prognostické činnosti respektují normativně cílový postup formulace prognóz. Obdobně je tomu v případě modelů matematického programování. Bilanční modely lze v kombinaci se simplexovými modely považovat za další obohacení prognostických nástrojů.

#### Systémové modely
Mezi nejslibnější metody prognostické činnosti patří systémové modely. Prognostické systémové modely využívají jak objektivních, tak subjektivních metod pro vyjádření budoucnosti jako struktury, v níž jsou všechny dílčí prvky ve vzájemných souvislostech a interakcích. Systémový přístup je způsob chápání reality, který nemění základní metodologické nástroje prognózování. Systémový přístup při sestavování prognóz představuje účinný pořádací princip, který přispívá k dosažení souladu prognózy a skutečného vývoje.

### Další možná dělení
Prognózy lze dělit podle:
- délky prognostického horizontu
- předmětu prognózování
- prognóza intervalová x bodová
- typu prognóz:
  - Event outcome forecasts (jaká z možných budoucností nastane?)
  - Event timing forecasts (kdy daná možnost nastane?)
  - Time series forecasts (časová řada)